# Rozsika Parker
Rozsika Parker (27 de desembre de 1945 - Londres, 5 de novembre de 2010) fou una psicoterapeuta, historiadora de l'art i escriptora britànica, a més a més de ser una de les pioneres en introduir un enfocament feminista a la teoria i història de l'art.

## Biografia
Parker nasqué a Londres, però visqué bona part de la seva joventut a Oxford, ciutat en què estudià a la Wychwood School. Al 1980 Parker tingué dos fills amb Andrew Samuels, psicoterapeuta britànic.
Parker morí el 2010, amb tan sols 64 anys, a causa d'un càncer.

## Trajectòria professional
Entre 1966 i 1969 estudià història de l'art al Courtauld Institute of Artde Londres. El 1972 s'uní a la revista feminista Spare Rib on, conjuntament amb Griselda Pollock, fundaren també el grup feminista d'artistes, periodistes i historiadores de l'art, The Feminist Art History Collective. Griselda Pollock i Rozsika Parker es convertiren en col·laboradores habituals, així com en dues de les principals figures dins del moviment feminista dins la història de l'art entre la dècada dels setanta i els noranta. Si bé Pollock fou una figura més vinculada a l'acadèmia i les conferències davant del gran públic, Parker es dedicà més aviat a la investigació des d'un enfocament proporcionat per la psicoterapia des del Regne Unit.
Parker estigué vinculada a l'acadèmia, fou una historiadora de l'art molt crítica i influent. Coneguda pel seu compromís amb la creativitat i l'esperit crític, tant en l'art com en la pràctica clínica, Parker fou membre de la junta del British Journal of Psychotheraphy durant molts anys. Pel que fa les seves aportacions en el camp de la història de l'art, ella treballà per posar en evidència les dificultats de les dones per entrar dins del mercat de l'art. També posà en tela de dubte la divisió tradicional entre belles arts i arts decoratives.

## Llegat
Al 2013 s'establí el premi Rozsika Parker Essay Prizeotorgat pel British Journal of Psychotherapy, en homenatge a Parker.

## Publicacions
- Old Mistresses: Women, Art and Ideology, with Griselda Pollock (1981)
- The Subversive Stitch: Embroidery and the Making of the Feminine (1984)
- Framing Feminism: Art and the Women's Movement 1970-1985 (1987)
- The Subversive Stitch: Embroidery and the Making of the Feminine (1989)
- Torn in Two: Experience of Maternal Ambivalence (1995)
- Mother Love, Mother Hate: The Power of Maternal Ambivalence (1996)
- The Anxious Gardener (2006)